# ダイレクトデビット
ダイレクトデビット（英: direct debit）は、公共料金の支払いなど引き落とし日は決まっているが支払額が異なるものについて、銀行口座の口座情報を請求先に通知しておくことで毎月指定日に月々の請求額が決済されるもの。
口座自動振替の一種であるが、英語圏では家賃など毎月一定金額が指定日に口座から自動的に引き落とされるスタンディングオーダー（standing order）と区別されている。

## 各地域の状況

### EU
ユーロによるクロスボーダーと国内の資金決済について手数料の差異を禁止するRegulation on cross-border payments in the Community（Regulation 2009/924/EC of 16 September 2009）はダイレクトデビットにも適用される。

### イギリス
2015年現在、ダイレクトデビットを取り扱っているのはBACSのみで、公共料金、保険料、住宅ローン、新聞等の購読料などの支払いに利用されている。2014年のイギリスの統計では世帯の公共料金等の支払いの71%がBacsのダイレクトデビットのサービスを利用した支払いだった。